# Peter Schünemann (Musiker)
Peter Schünemann (* 1. Januar 1952 in Holzminden; † 21. Januar 2025) war ein deutscher Volksmusiker, Komponist und Musikverleger.

## Leben
Schünemann wuchs im Lüchtringer Weg 4 in Holzminden auf und erlernte im Alter von sechs Jahren von Vater (von Beruf Maschinist) und Mutter das Spiel der Ziehharmonika. Zwei Jahre später kaufte seine Mutter von einem Sinti-Jungen aus der Nachbarschaft eine schwarze Schlaggitarre (Bauart nach dem Gitarrenspiel von Django Reinhardt) für 20 DM ab, mit der er dann privaten Gitarrenunterricht nahm. Seine Eltern zogen 1964 nach Stadtoldendorf und Schünemann nahm nochmals 3 Jahre lang Akkordeonunterricht bei Tonnie de Graaf und gründete eine Schüler-Beatband mit dem Namen „The three Bongos“ und später die „The happy Lions“. Nach der Schulzeit begann er eine Berufsausbildung zum Rechtsanwalts- und Notarfachangestellten. 1969 wurde die Familien-Band „Peter Schünemann - Combo“ gegründet, in dem auch sein Vater am Schlagzeug und sein Bruder an der Gitarre mitwirkten. Später erfolgte noch die Gründung der „Peter Schünemann - Showband“. 1971 erhielt er den 2. Platz bei einem Schlagersängerwettstreit des WDR auf der Bundesgartenschau in Köln. Nach seiner Berufsausbildung folgte die Ausbildung zum Substitut bei Karstadt in Göttingen, wo sein Vorgesetzter Hartwig Fischer war. Danach war er in den Karstadt-Filialen in Celle und Hamburg tätig. Danach war er für drei Jahre als Musikalienhändler und Orgellehrer in Göttingen beim Musikhaus Hack tätig und studierte sechs Semester Musikpädagogik am Göttinger Konservatorium. In den 1980er Jahren spielte er dabei oft Tanzmusik mit Musikern aus dem Symphonieorchester Göttingen, darunter mit Konzertmeister Wojtek Bolimowski, Peter Rorzycka und Constantin Catianis. Schünemann gründete während dieser Zeit auch eine private Musikschule und ein Verkaufsgeschäft mit Musikinstrumente in Uslar-Bollensen.
1989 startete Schünemann eine Solokarriere mit volkstümlichen Liedern aus seiner Heimat dem Weserbergland und entdeckte damit eine Marktlücke. Sein bekanntester Hit Der alte Kapitän mit der Ziehharmonika, erschienen 1991 in den Musikverlagen Sikorski Hamburg und Hildner MV wurde von Bernd Dietrich (ehemaliger Musikproduzent von Mathias Reim und G.G. Anderson) in Zusammenarbeit mit Polydor produziert. Bekannt wurde er seitdem unter dem Slogan „Der Junge von der Weser“ und trat in mehreren Fernseh- und Hörfunksendungen auf. Anfang der 1990er Jahre gründete er mit Kapitän Records einen eigenen Tonträgervertrieb, ein eigenes Label und einen eigenen Musikverlag.
In seiner Freizeit widmete sich Schünemann wie sein Bruder sehr intensiv und aktiv der japanischen Kampfkunst Shōtōkan. Er war Träger des 3. Dan und auch als Lehrer und Trainer tätig.
Schünemann war mit seiner Frau Marianne verheiratet und hatte zwei Kinder. Er starb am 21. Januar 2025 im Alter von 73 Jahren.

## Tonträger (Auswahl)
- Peter Schünemann: Pretty Girl – Ich bin in deinen Mund verliebt (1973, Telefunken)
- Die goldenen 60er bis 80er Jahre: Beat- und Schlager-Souvenirs der Region (2000)
- Peter Schünemann: Der alte Kapitän mit der Ziehharmonika
- Peter Schünemann: Wo die Weser einen großen Bogen macht
- Peter Schünemann & Stefanie Monee: Der alte Kapitän 2012 (Party-Version)

## Auszeichnungen
- Goldene Musikkassette
- Goldene Compact Disc
- Goldene Mikrofon für die „Stimme der Weser“, verliehen vom ADAC und NDR1 Niedersachsen
- „Goldener Hohner Kapitän“ verliehen durch das Unternehmen Hohner.